# Corindone
Il corindone (pronuncia: /korinˈdone/, simbolo IMA: Crn) è un minerale relativamente comune del gruppo dell'ematite appartenente alla classe dei minerali di "ossidi e idrossidi". La sua composizione chimica è Al2O3, pertanto da un punto di vista chimico è ossido di alluminio.
Il corindone è il minerale di riferimento per la durezza Mohs 9, scala che arriva fino a 10 (diamante). Di solito sviluppa cristalli lunghi, prismatici o colonnari a forma di botte, ma anche aggregati granulari che possono avere colori diversi a seconda delle impurità. In forma chimicamente pura, il corindone è incolore. Varietà ben note con la stessa composizione e struttura cristallina sono il rubino (rosso a causa di tracce di cromo) e lo zaffiro (di colori diversi, tra cui il blu dovuto al ferro o il rosso chiaro a causa del titanio).
Le superfici dei cristalli da traslucidi a trasparenti hanno una lucentezza simile al vetro o al diamante, spesso un po' grassa. Il corindone non ha sfaldatura, ma secrezioni molto perfette verso le facce gemelle, che hanno una lucentezza perlacea. A causa della sua fragilità, si rompe come il vetro o il quarzo, con le superfici di frattura che sono simili a conchiglie o scheggiate. I più grandi cristalli di corindone conosciuti fino a oggi raggiungono una lunghezza di circa un metro e un peso fino a 152 kg.
Il corindone è uno dei minerali industriali più importanti e ha una vasta gamma di applicazioni grazie alla sua elevata resistenza chimica e termica, nonché alla sua elevata durezza e resistenza all'abrasione. Inoltre, le varietà di corindone colorato sono pietre preziose costose e molto apprezzate da tempo immemorabile.
Il corindone viene prodotto anche artificialmente. Per la sua grande durezza, il materiale così ottenuto viene utilizzato come abrasivo (come carta vetrata o dischi da taglio) e come agente di sabbiatura.

## Etimologia e storia
Probabilmente la prima menzione del minerale, oggi noto come corindone, proviene da Plinio il Vecchio. Nel 37° libro della sua Naturalis historia, parla di adamas siderites, che è molto probabilmente corindone.
Il nome corindone deriva dalla lingua tamil குருந்தம் ('kuruntam'), che a sua volta è imparentato con il sanscrito कुरुविन्द ('kuruvinda'). Nelle lingue indiane, questo si riferisce in realtà al rubino.
Il nome corinvindum fu usato per la prima volta da John Woodward nel 1719, per poi essere cambiato nel 1725 da corinvindum in corinvendum.
Insieme ad alcune altre note di Woodward, queste sono apparentemente le uniche menzioni di questo minerale da parte di un autore prima del 1768. Come Charles Francis Gréville, "Vice-Ciambellano del Re d'Inghilterra e membro della Royal Society", riferì che fu circa quest'anno che il noto gioielliere William Berry di Edimburgo ricevette da un certo Dr. Anderson di Madras, in India, una spedizione di gemme con l'informazione che quel materiale era usato dai nativi indiani per lucidare i cristalli e tutte le pietre preziose a eccezione dei diamanti. Sebbene Berry fosse in grado di lavorare bene con il materiale inviatogli (agata, corniola e altre pietre), scoprì che questo lavoro poteva essere fatto molto meglio con il diamante più duro, il che giustificava il prezzo significativamente più alto per il diamante. Le pietre di Madras sono state quindi messe da parte come una semplice curiosità.
Greville cita un certo dottor Black, che riconobbe che questi cristalli erano diversi da tutte le pietre conosciute in Europa fino a quel momento, e li chiamò "demantspath" a causa della loro durezza. Viene riportato che:
Richard Kirwan utilizzò l'ortografia inglese del nome corindone, che è valida ancora oggi, già nel 1794 e Charles Gréville nel 1798/99. Martin Heinrich Klaproth, che aveva anche ricevuto materiale da Gréville, tradusse nel 1786/87 il nome adamantine spar o spath adamantino intorno al 1780 "dato dai naturalisti inglesi" come demantspath. Inizialmente, Klaproth pensava che il componente principale del minerale fosse una nuova terra, la terra demantspatica o corunderde, ma in seguito scoprì che il minerale era costituito principalmente da ossido di alluminio. Klaproth trovò la stessa composizione per lo zaffiro.
In contrasto con quanto scritto finora, René Just Haüy riferì nel 1801 che la conoscenza del corindone era preziosa per il dottor Lind, membro del consiglio reale e della Società di Londra, che l'ha scoperta in Cina nelle rocce di granito, nelle quali è cresciuta insieme a feldspato, mica e pietra ollare. Haüy ha inoltre riferì che il corindone era stato trovato anche in rocce granitiche vicino a Filadelfia e sulla costa sud-occidentale dell'India vicino a Malabar. Haüy unì il rubino e lo zaffiro sotto il nuovo termine télésie (dal greco antico τἐλειος 'teleios', perfetto). Tuttavia, egli cita il corindone come sinonimo di spath adamantino, che era conosciuto dal 1780 circa come una specie completamente indipendente. Nel 1802, il conte Jacques Louis de Bournon scrisse il classico "Description of the Corundum Stone and its varieties" (Descrizione della pietra di corindone e delle sue varietà). Seguendo Dietrich Ludwig Gustav Karsten (1800), Franz Ambrosius Reuss pubblicò il suo manuale di mineralogia nel 1802 "nach des Herrn O.B.R. Karsten mineralogischen Tabellen" (Secondo le tavole mineralogiche del signor O.B.R. Karsten), in cui descriveva come specie minerali indipendenti ("generi") il "longherone di diamante", il "corindone", il "rubino" e lo "zaffiro".
Nel suo "Handbuch der Mineralogie" ("Manuale di mineralogia"), pubblicato nel 1811, Christian August Siegfried Hoffmann trattò lo "zaffiro" (compreso il "rubino") così come lo "smeriglio", il "corindone" e lo "spath adamantino" come minerali indipendenti e fornì il seguente ragionamento: "All'inizio si credeva che il corindone e lo "spath adamantino" costituissero un unico genere, e il signor Hauy, il conte di Bournon, così come molti altri mineralogisti, sono ancora di questa opinione. Il signor Werner, tuttavia, fu indotto dalle loro differenze nelle proporzioni del colore, nella lucentezza della frattura, nella trasparenza e nella giacitura a elencarli come due generi diversi. Ma solo due anni dopo, Friedrich Hausmann unì il corindone, il "demantspath" e lo smeriglio sotto un unico nome, "corindone".
A differenza del termine "corindone", il nome "rubino" appare già nel XII secolo in Provenza e dal 1250 in Germania nella saga di Parzival, ad esempio nel Parzival di Wolfram von Eschenbach. Prima di tutto, esso e il termine carbunculus sono generalmente usati per riferirsi alle pietre preziose rosse. Il nome zaffiro (dal greco antico σάπφειρος, 'sappheiros') è stato preso in prestito dall'Oriente ed è interpretato in modo diverso. Nell'antichità, lo zaffiro era usato per riferirsi alla pietra smaltata, ma in seguito questo termine è stato trasferito ad altri minerali, sempre blu, più recentemente al corindone duro, blu e trasparente. L'assegnazione dei nomi rubino e zaffiro al corindone non avvenne fino alla fine del XVIII e XIX secolo, quando – attraverso le analisi di Martin H. Klaproth – fu riconosciuta l'identità materiale del rubino e dello zaffiro con il corindone.

## Classificazione
Nell'ormai obsoleta, ma ancora in uso, ottava edizione della sistematica minerale secondo Strunz, il corindone apparteneva alla classe minerale degli "ossidi e idrossidi" e lì alla sottoclasse degli "ossidi con metallo: ossigeno = 2:3", dove formava un gruppo indipendente insieme a eskolaite, ematite e karelianite.
La 9ª edizione della sistematica minerale di Strunz, valida dal 2001 e utilizzata dall'Associazione Mineralogica Internazionale (IMA), classifica il corindone nella classe estesa degli "4. Ossidi (idrossidi, V[5,6] vanadati, arseniti, antimoniti, bismutiti, solfiti, seleniti, telluriti, iodati)" e lì nella sottoclasse "4.C Metallo:Ossigeno = 2:3, 3:5 e simili". Questa sottoclasse è ulteriormente suddivisa in base alla dimensione dei cationi coinvolti, in modo che il minerale possa essere trovato nella suddivisione "4.CB Con cationi di media dimensione" in base alla sua composizione, dove prende forma il sistema nº 4.CB.05 con gli altri membri brizziite, ecandrewsite, ematite, karelianite, melanostibite, tistarite, eskolaite, geikielite, ilmenite, pirofanite in aggiunta di auroantimonato e romanite, che non sono ancora state confermate dall'IMA.
Anche classificazione dei minerali secondo Dana, utilizzata principalmente nel mondo anglosassone, classifica il corindone nella classe degli "ossidi e idrossidi" e lì nella sottoclasse degli "ossidi". Qui, insieme all'ematite, prende il nome di "gruppo corindone-ematite" con il sistema nº 04.03.01 e viene elencata insieme agli altri membri eskolaite, karelianite e tistarite nella suddivisione "Ossidi semplici con carica cationica di 3+ (A2O3)".

## Chimica
Il corindone è chimicamente ossido di alluminio quasi puro con il 53,04% di alluminio e il 46,96% di ossigeno, in cui magnesio, titanio, vanadio, cromo, ferro e gallio e, raramente, elementi ad alte valenze (chiamati HFSE) come niobio, stagno, tantalio e torio si verificano sempre, ma solo in tracce. Per il cromo sono indicati i tenori di triossido di dicromo (Cr2O3 in peso dell'1-2,5%.
Il corindone è l'analogo a predominanza alluminio dell'eskolaite dominata da cromo, dell'ematite dominata da ferro e della karelianite dominata da vanadio (V3+). A causa dell'alta percentuale di legami omeopolari, il corindone ha poca tendenza a formare cristalli misti. Con ossido ferrico (Fe2O3) c'è completa miscibilità sopra 1400 °C, con triossido di dicromo (Cr2O3) sopra 1080 °C.
Il corindone si converte facilmente in altri minerali di alluminio come zoisite, sillimanite, cianite e soprattutto margarite, meno facilmente in diasporo, kayserite, gibbsite, andalusite, spinello, cloritoide e muscovite. Da Perth in Ontario (Canada), sono descritte pseudomorfosi di una sostanza verde pallido, grassa al tatto, lunga fino a 10 cm, che è scapolite, che a sua volta è stata sostituita da pinite. Pseudomorfosi con struttura dello spinello sono conosciute da Bathurst Township (Contea di Lanark, anch'essa in Ontario). Le pseudomorfosi dalla muscovite al corindone, che sono indicate con il loro nome proprio "damourite", sono abbastanza comuni.

## Abito cristallino
Il corindone cristallizza nel sistema trigonale nel gruppo spaziale R3c (gruppo nº 167) con i parametri reticolari a = 4,75 Å e c = 12,98 Å così come sei unità di formula per cella unitaria.
Nella struttura del corindone, gli atomi di ossigeno formano un impacchettamento sferico esagonalmente più denso e leggermente distorto, in cui due terzi delle lacune dell'ottaedro sono occupati da ioni di alluminio trivalenti. Gli ottaedri hanno bordi comuni e quindi formano catene a sei anelli, che sono disposti parallelamente a strati o strati simili a gibbsite (0001). Gli strati sono collegati da superfici e angoli comuni degli ottaedri per formare una struttura. Lungo l’asse {\displaystyle c} si trovano coppie di ottaedri che condividono le facce, motivo per cui gli ioni alluminio con la stessa carica si avvicinano l’uno all’altro. La repulsione elettrostatica tra di loro fa sì che gli ioni alluminio si spostino leggermente verso l'alto e verso il basso fuori dai centri dell'ottaedro (la formazione di legami metallo-metallo, che si verifica in alcuni altri casi di ottaedri legati alla superficie, non è possibile con l'Al3+); la distanza Al-Al è quindi di 2,655 Å. Il legame di Coulomb è ricoperto da forti legami omeopolari, il che spiega l'elevata durezza del corindone.
Gli atomi di ossigeno formano strati dell'impacchettamento più denso, che sono impilati l'uno sull'altro in due strati (ABAB..., impacchettamento sferico-esagonale più denso). Tra ognuno di questi due strati c'è uno strato di alluminio C, in cui ogni terzo posto è libero. Gli atomi di alluminio di uno strato formano sei anelli, i cui centri non sono occupati. Gli strati di alluminio possono presentarsi in tre strati, che si realizzano uno dopo l'altro (sequenza di strati A'B'C'A'B'C'...). Gli atomi di alluminio sono ottaedrici, circondati da sei atomi di ossigeno. Idealmente, gli atomi di ossigeno sarebbero trigonalmente prismatici circondati da quattro atomi di alluminio e due posti vacanti. Lo spostamento degli atomi di alluminio risultante dai posti vacanti si traduce in una coordinazione tetraedrica distorta degli atomi di ossigeno di quattro atomi di alluminio.
Oltre a α-Al2O3, nella struttura del corindone cristallizzano gli ossidi Ti2O3, V2O3 (ossido di vanadio(III)), Cr2O3 (triossido di dicromo), α-Fe2O3 (ematite), Rh2O3 (triossido di rodio) e α-Ga2O3 e i composti chimici γ-Al2S3 e Co2As3.

## Proprietà

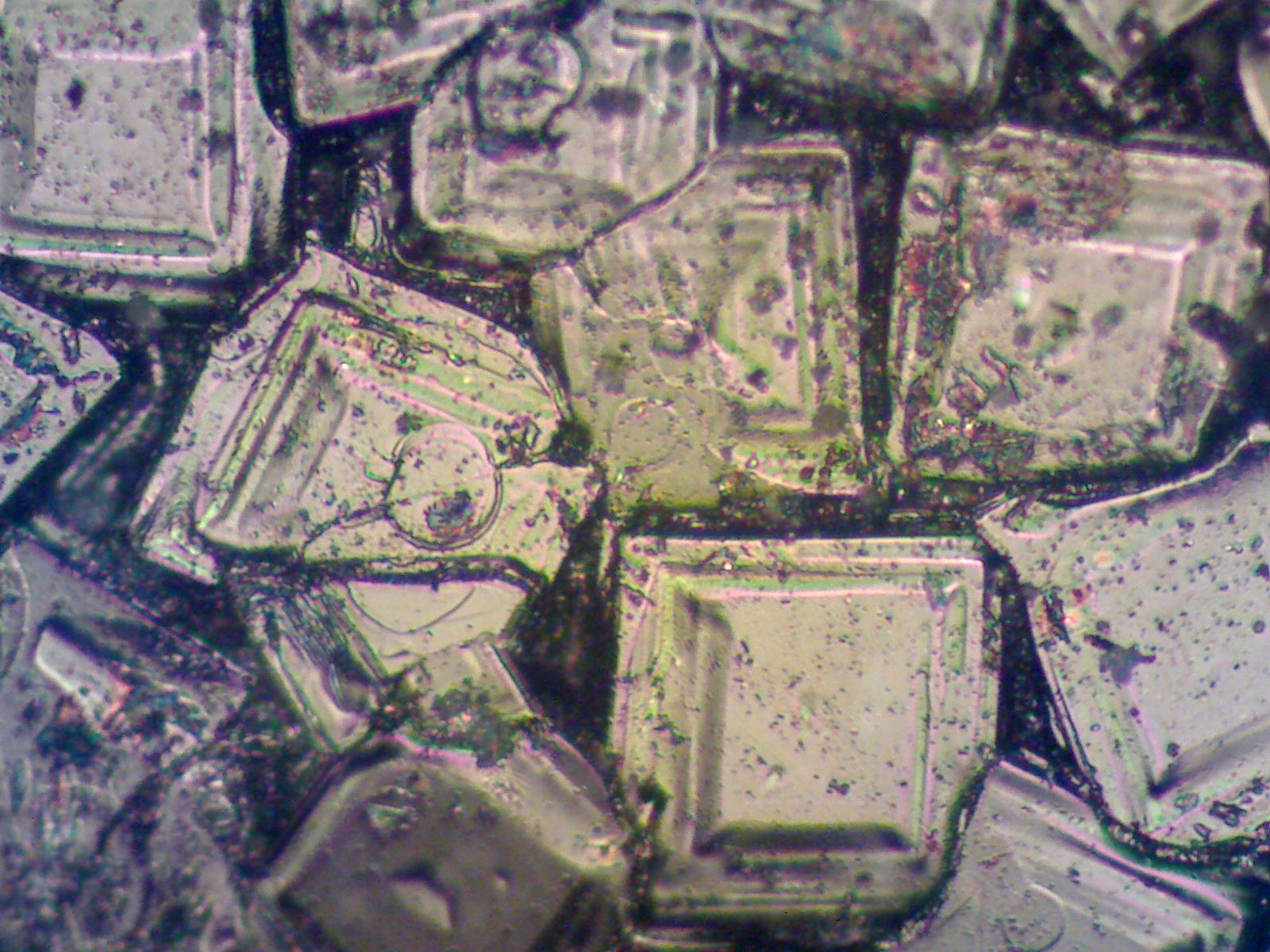
Corindone al microscopio

### Morfologia
Il corindone di solito forma cristalli incarniti, prismatici, piramidali ripidi, tabulari alla base, romboedrici e raramente aghiformi, spesso grossolanamente cristallini del peso fino a 150 kg. In generale, vengono fornite dimensioni fino a un metro. I cristalli rappresentano spesso le combinazioni delle forme di base più importanti. Questi includono prismi come {1010} e {1120}, dipiramidi come {1121}, {2241}, {2243} e {14.14.28.3}, romboedri come (1011) e (1012), la base pinacoide {0001} e gli scalenoedri trigonali. L'interazione di diverse dipiramidi diversamente ripide, come {1121}, {1123} e {4483} si traduce in cristalli a forma di fuso, curvati e striati orizzontalmente o fortemente scanalati.
I geminati con (1011) come piano gemello spesso si presentano solo sotto forma di sottili lamelle di corindone accese, che causano un'eccellente striatura gemellare. Se le lamelle sono accese in parallelo a tutte le facce romboedriche, ciò porta a una striatura sulle facce della {0001} pinacoide di base. Rari sono i geminati di contatto o di penetrazione dopo {0001} o {1011}. Questi ultimi sono geminati a forma di punta di freccia di due cristalli di corindone che sono tabulari secondo {1120}, come sono stati descritti dal Transvaal.
Infine, il corindone si presenta anche sotto forma di masse tardive grossolane, in grani laminati e granulari e solidi (rocciosi come lo smeriglio).

### Proprietà fisiche e chimiche
Nella sua forma pura, il corindone è incolore, ma a causa di mescolanze estranee può essere grigio, marrone, rosa al sangue di piccione, arancione, giallo, verde, blu, blu fiordaliso o viola, nonché macchiato o a zone colorate. Il corindone è considerato un ottimo esempio di minerale allocromatico.
Non tutti gli oligoelementi contenuti nel corindone agiscono come cromofori e influenzano il colore del corindone (come per esempio il gallio). La colorazione del corindone dipende dalla presenza di cromofori e in alcuni casi (soprattutto nel caso di tonalità gialle) anche dalla comparsa di centri di colore.
Il contenuto di cromo dà luogo a tonalità rosse e rosa, di titanio e ferro a colori blu, di ferro da solo a blu, blu verdastro, verde-giallastro a giallo e di vanadio a viola (con effetto cangiante). Le corrispondenti miscele di cromofori possono produrre quasi tutte le sfumature dello spettro, a eccezione dei colori verdi puri, che sono noti solo per il corindone sintetico.
Le singole tonalità sono causate dai seguenti meccanismi:
- viola: dal trasferimento di carica di Fe2+-O-Ti4+, coesistente con Cr3+ in coordinazione ottaedrica.
- blu: da Fe2+-O-Ti4+ trasferimento di carica influenzato da un trasferimento di carica Fe2+ → Fe3+
- verde: da Fe3+ in coordinazione ottaedrica, coesistente con Fe2+ → trasferimento di carica Ti4+ e Ti3+ e Cr3+ in coordinazione ottaedrica
- giallo: a causa del trasferimento di carica O2− → Fe3+; da Fe3+ e Ti3+, risultando in un gran numero di centri di colore instabili di struttura sconosciuta; da coppie Fe3+
- da arancio a bruno-arancio: da Cr3+ in coordinazione ottaedrica e centri di colore; con la partecipazione di Fe3+
- arancio-rosa ("padparadscha"): da Cr3+ nella coordinazione ottaedrica e nei centri di colore, Cr4+ nella coordinazione ottaedrica per sostituzione di Cr4+ e Mg2+ con Al3+ nella struttura cristallina
- rosso (rubino): da Cr3+ in coordinazione ottaedrica con partecipazione subordinata di V3+ e Fe3+ in coordinazione ottaedrica
- rosa: da Cr3+ in coordinazione ottaedrica
- cambio colore: con Cr3+ e/o V3+ in coordinazione ottaedrica in uno speciale intervallo di concentrazione.[33]

Indipendentemente dal colore, il colore dello striscio del corindone – in questo caso, è meglio parlare del colore della sua polvere – è sempre bianco. Le superfici dei cristalli da traslucidi a trasparenti hanno una lucentezza da vitrea a diamantata, spesso un po' grassa, che si accorda bene con i valori di rifrazione. I cristalli mostrano spesso lucentezza madreperlacea sulla base e sulle superfici di separazione; gli zaffiri stellati/rubini stellati e gli zaffiri/rubini "occhio di gatto" hanno una lucentezza setosa dovuta agli aghi di rutilo. Per i cristalli di corindone sono stati identificati valori elevati per la rifrazione (nω = da 1,767 a 1,772; nε = da 1,759 a 1,763) con chiaro rilievo e un basso valore per la birifrangenza (δ = da 0,008 a 0,009).
I valori più alti per la rifrazione (nω = da 1,768 a 1,780; nε = da 1,760 a 1,770; δ = da 0,008 a 0,010) sono stati finora misurati sui rubini del Malawi.

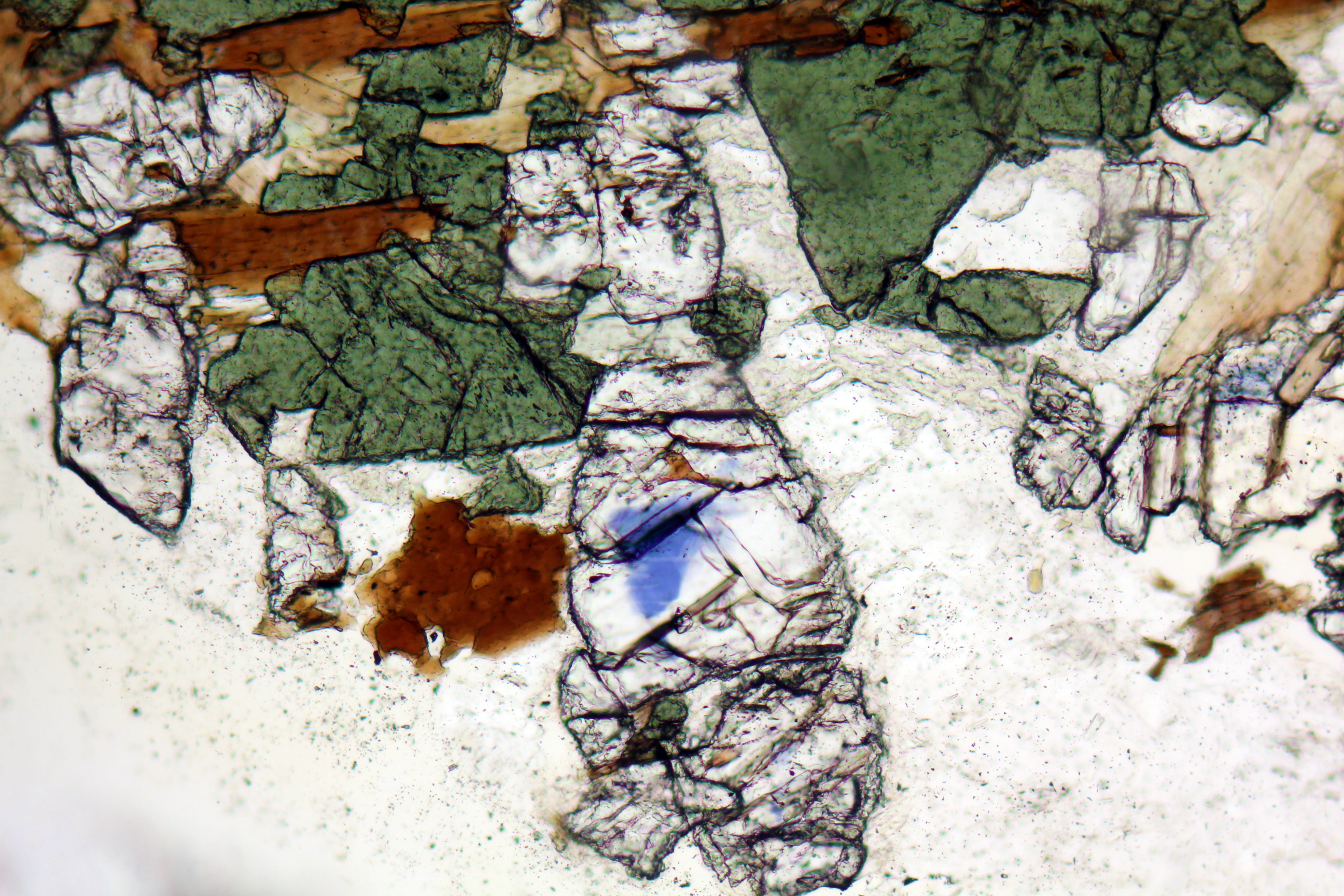
Cristallo di corindone (con nucleo blu), biotite (marrone) e hercynite verde (gruppo dello spinello) in un'enclave mafica microgranulare nel granito di S. Andrea dell'Isola d'Elba, Italia. Immagine in luce polarizzata nel piano, ingrandimento 10x (campo visivo = 2 mm)

Alla luce che lo attraversa, il corindone è incolore, bluastro pallido o rossastro ed è riconoscibile per il suo rilievo chiaro e per i suoi colori di interferenza grigia di primo ordine, come nel quarzo. Al microscopio, il minerale può mostrare un pleocroismo da chiaro a forte da O = pallido a blu intenso a E = blu-verde a giallo-verde o da O = viola intenso a E = giallo pallido, specialmente nelle pietre colorate.
I corindoni colorati mostrano un pleocroismo più forte, ad esempio il rubino dal rosso-viola intenso al rosso-arancio chiaro, lo zaffiro blu dal viola-blu al blu-verdastro chiaro, lo zaffiro arancione dall'arancione al giallo-marrone chiaro o all'arancione pallido, lo zaffiro viola (blu-rossastro) dal viola all'arancione, lo zaffiro giallo dal giallo al giallo pallido, lo zaffiro verde dal verde al blu-verde e al giallo-verde e lo zaffiro rosa dal rosa al rosa pallido o più rosso.
Il corindone possiede apparentemente una sfaldatura perfetta secondo {1012} e una sfaldatura meno distinta secondo {0001}. Tuttavia, a causa della sua fragilità, si frattura in modo simile al quarzo o al vesuvianite, con le superfici di frattura che sono simili a conchiglie o scheggiate. Nelle masse grossolane, il corindone non è fragile, ma al contrario molto viscoso. Il corindone è il minerale di riferimento sulla scala di durezza Mohs per la durezza 9. È il quarto minerale più duro dopo il diamante (durezza 10) e i rarissimi minerali moissanite (SiC, durezza 9,5) e qingsongite (durezza 9-10). Mostra una chiara anisotropia di durezza con una durezza inferiore nella direzione dell'asse principale rispetto alle altre direzioni. La densità misurata per il corindone è compresa tra 3,98 e 4,10 g/cm³, la densità calcolata è di 3,997 g/cm³.
Il corindone contenente cromo mostra un'intensa fluorescenza, anche nelle pietre blu e giallastre. La fluorescenza color arancione, pesca o albicocca è causata dalla sovrapposizione della fluorescenza causata da Cr3+ con una banda di fluorescenza giallo-verdastra, probabilmente dovuta a centri difettosi. Suddiviso per lunghezza d'onda, il corindone ha molto spesso una fluorescenza rossa molto forte nella luce ultravioletta a onde lunghe (λ = 365 nm) e una fluorescenza rosso, rosso-viola, rosa-viola o arancione medio-forte nella luce ultravioletta a onde corte (λ = 254 nm). Spesso si osserva anche la fosforescenza.

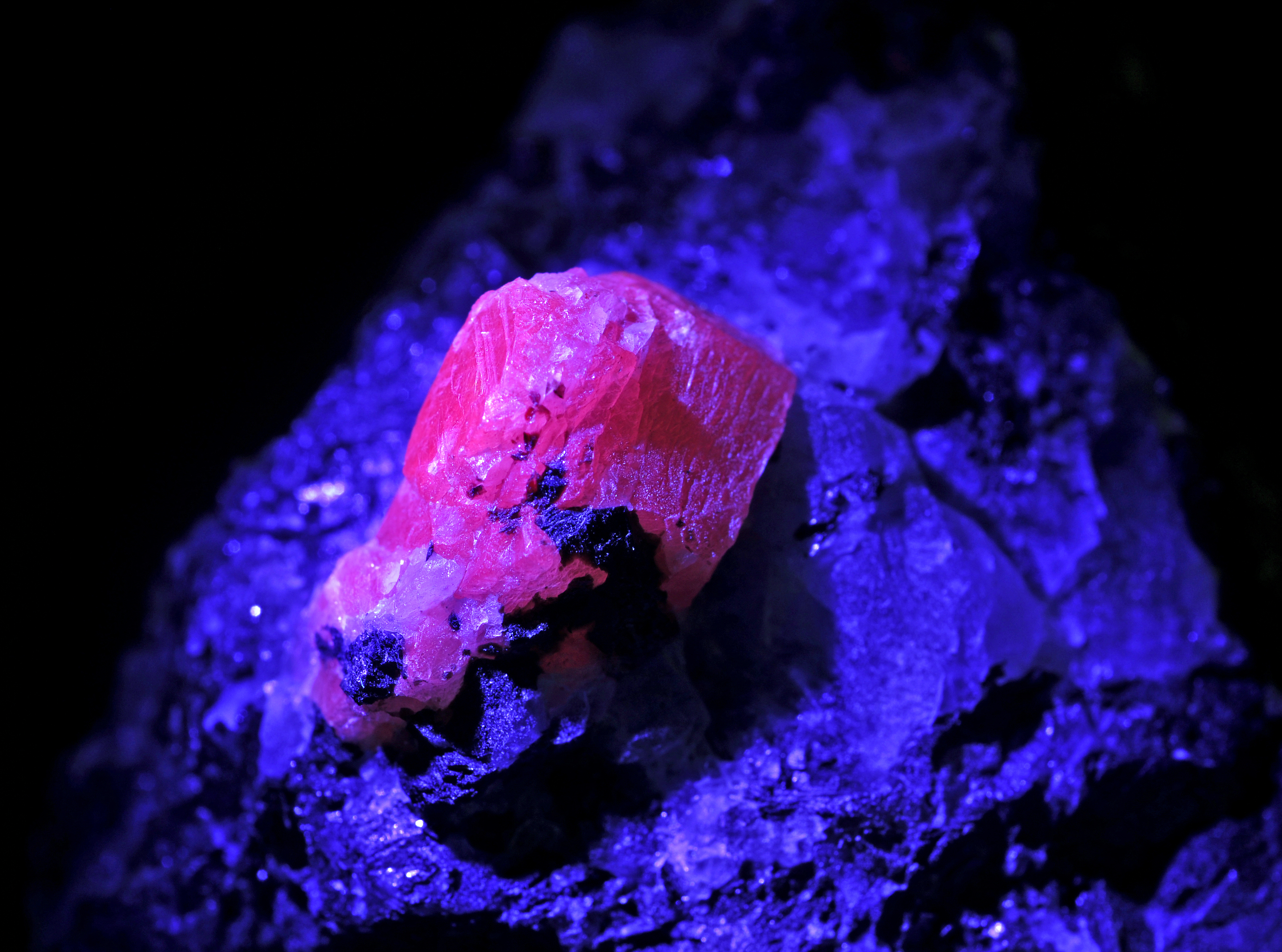
Corindone sotto luce ultravioletta a onde lunghe con fluorescenza rossa intensa. Isola di Chit vicino a Polyarny Krug, Carelia settentrionale, Russia

Il colore e l'intensità della fluorescenza variano a seconda del luogo in cui è stata trovata, per cui il contenuto di ferro è ritenuto essere il principale responsabile.
- rubino del Myanmar: rosso intenso dovuto al cromo. Le pietre migliori emettono fluorescenza in presenza di una forte luce solare.
- rubino della Thailandia: rosso meno intenso a causa di cromo e ferro. Se trattato termicamente, occasionalmente anche fluorescenza blu macchiata.
- rubino dello Sri Lanka: forte fluorescenza rosso-arancio nella luce ultravioletta a onde lunghe, meno forte nella luce ultravioletta a onde corte
- zaffiro rosa: come sopra
- padparadscha: come sopra. Le pietre trattate termicamente possono emettere una forte fluorescenza arancione rossastra nella luce ultravioletta a onde corte e lunghe.
- corindoni verdi e la maggior parte degli zaffiri gialli: nessuna fluorescenza (presenza di ferro + nichel + titanio).
- zaffiri blu: da nessuna fluorescenza (la maggioranza, a causa di ferro + titanio) a fluorescenza rossa o arancione (esemplari rinvenuti nel Kashmir, nello Sri Lanka e nel Montana) nella luce ultravioletta a onde lunghe. Le pietre trattate termicamente possono mostrare una fluorescenza verde opaco nella luce ultravioletta a onde corte.
- corindone incolore: moderata fluorescenza da rosso brillante ad arancione.[36]

Molto tipica del corindone è la termoluminescenza, nota da molto tempo. Anche con una piccola quantità di calore, i corindoni rossi si illuminano di giallo e i corindoni grigio opaco, di colore bluastro. Sotto l'influenza dei raggi catodici, i corindoni emettono una luce giallo-rossastra, mentre i rubini artificiali non la mostrano. Il corindone rimane invariato davanti al cannello a soffiatura, ma può essere fuso con l'ossigeno per formare una perla rossastra con una superficie cristallina. È lentamente solubile in borace e al saggio alla perla al sal di fosforo forma un vetro trasparente e non opalescente, che rimane anche incolore in assenza di ferro. Inoltre, non viene attaccato dalla soda. La polvere minerale fine diventa blu dopo un riscaldamento prolungato con soluzione di cobalto nella fiamma di ossidazione; è solubile in acido solforico se riscaldato in un tubo di vetro chiuso in una miscela di otto parti di SO3 e tre parti di acqua a 210 °C. Facilmente fusibile con disolfato di potassio in una massa solubile in acqua.
Il punto di fusione del corindone è 2040 °C. A 25 °C, la conducibilità termica è di 41,9 W/(m·K) e la capacità termica è di 754 J/(kg·K).
Lo spinello nobile rosso può essere visivamente molto simile, cosa che ha ripetutamente portato a confusione in tempi precedenti. Il "Rubino del Principe Nero", che si trova sopra il "Cullinan II" nella Corona Imperiale di Stato, facente parte dei Gioielli della Corona inglese, è anche solo uno spinello lucido alto 5 cm.
Il corindone e in particolare il rubino possono essere facilmente distinti da tutti gli altri minerali (rossi) in base alla durezza, alla densità e alle proprietà ottiche.

## Modificazioni e varietà
Il corindone è una modifica dell'allumina (α-Al2O3); oltre al corindone, esistono altri tre polimorfi. La deltalumite è l'analogo tetragonale del corindone trigonale. Altri polimorfi sono le fasi ancora senza nome UM1990-23-O:Al, θ-Al2O3 e UM1990-24-O:Al, σ-Al2O3.
Per molto tempo, le varietà di colore (varietà dovute a piccole mescolanze metalliche) del corindone hanno avuto nomi propri. I corindoni rossi sono chiamati "rubino" e i corindoni rosa-arancio "padparadscha". Tutti gli altri corindoni colorati sono chiamati "zaffiri".

### Variazioni di colore dovute a ioni estranei
- rubino - rosso intenso ("rosso sangue di piccione") a causa del cromo (1-2,5% Cr2O3)
- zaffiro – blu intenso dovuto al ferro e al titanio; anche altri colori tranne il rosso; dal marrone al ferro, grigio, rosa, giallo, verde, viola
- padparadscha – rosa-arancio. Il nome deriva dalla lingua singalese padma raga, il nome del colore di un fiore di loto locale.[44]
- leucozaffiro o zaffiro d'acqua: è uno zaffiro incolore.[45]

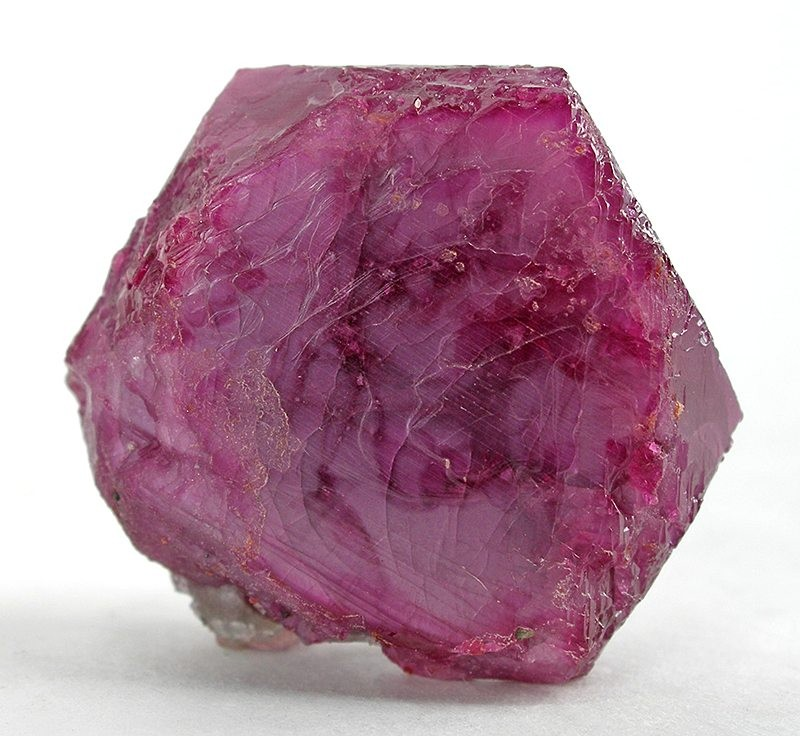
Rubino da Mogok, Mandalay, Myanmar
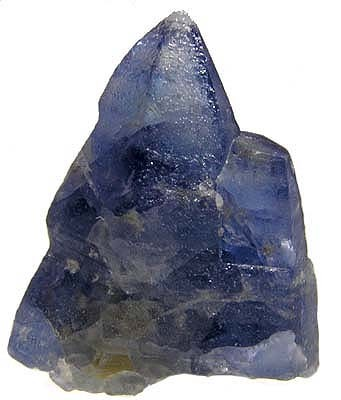
Zaffiro blu da Mogok, Mandalay, Myanmar
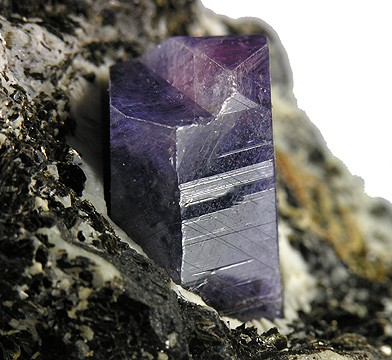
Zaffiro blu-viola da Zazafotsy, Fianarantsoa, Madagascar
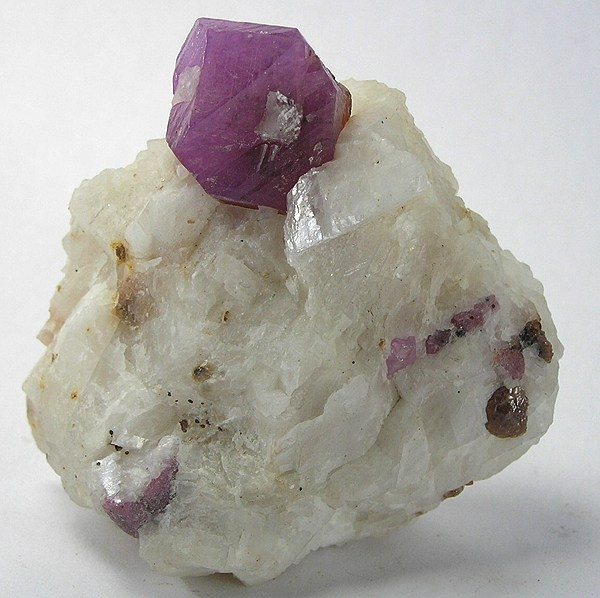
Zaffiro color lavanda dalla Valle dello Hunza, Gilgit-Baltistan, Pakistan
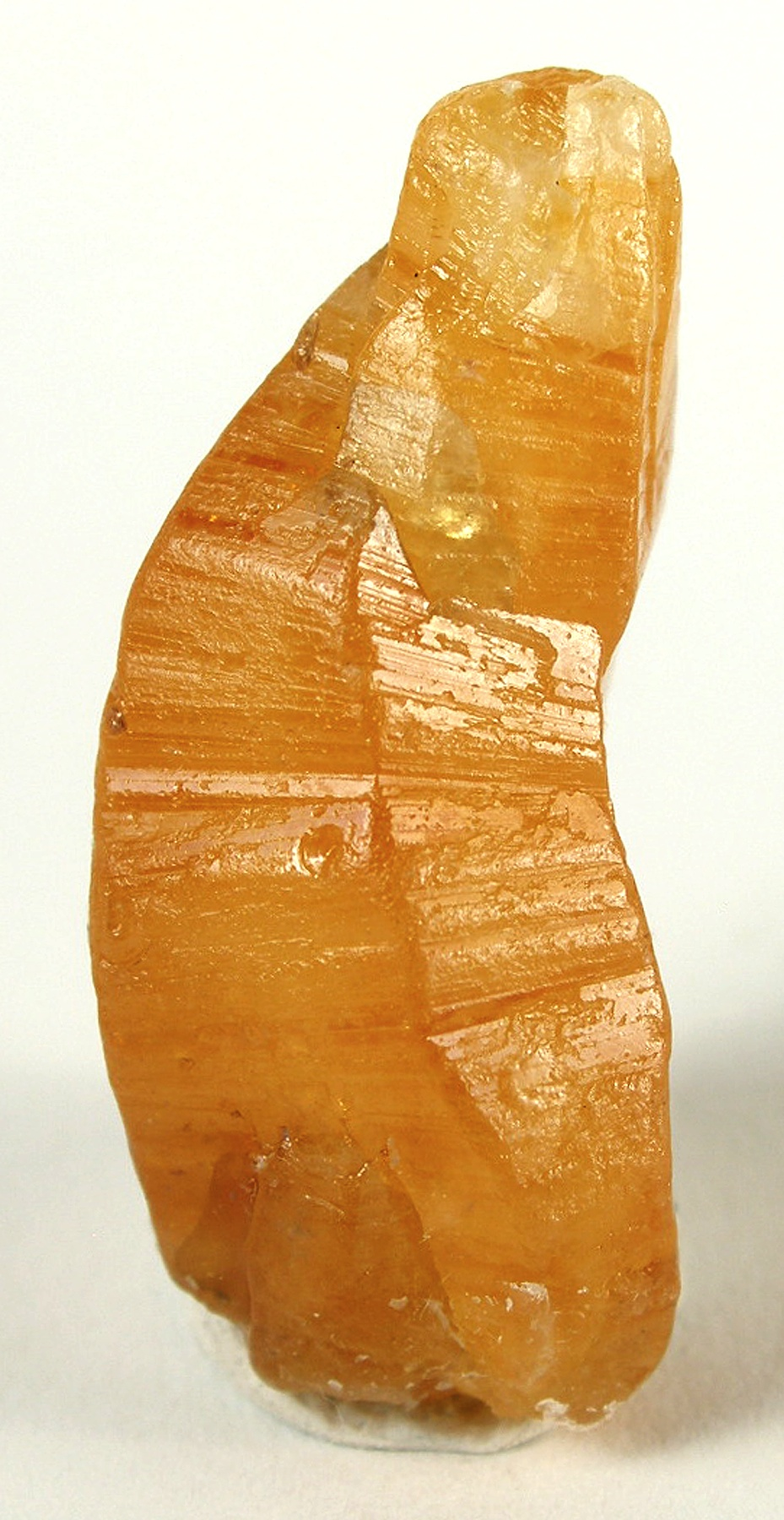
Zaffiro giallo-arancione da Ratnapura, Sri Lanka
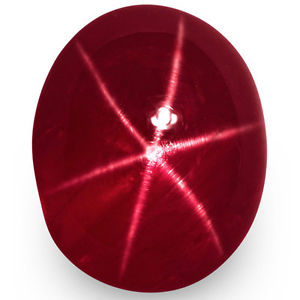
Rubino a stella – cabochon con asterismo
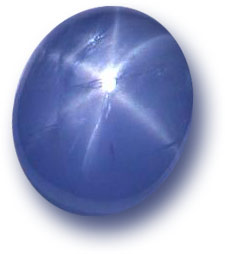
Rubino a stella – cabochon con asterismo
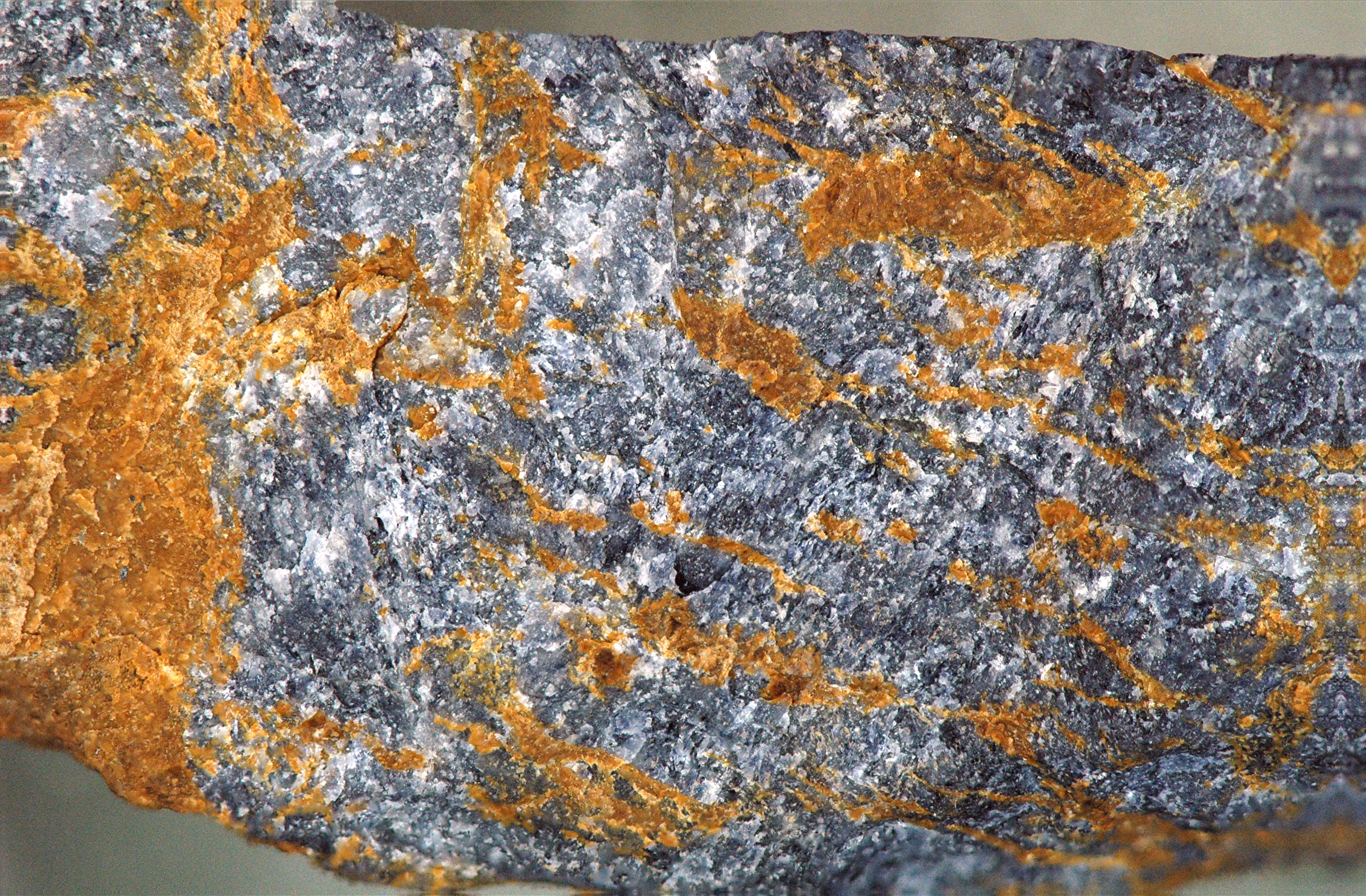
Smeriglio dall'Isola di Nasso, Grecia
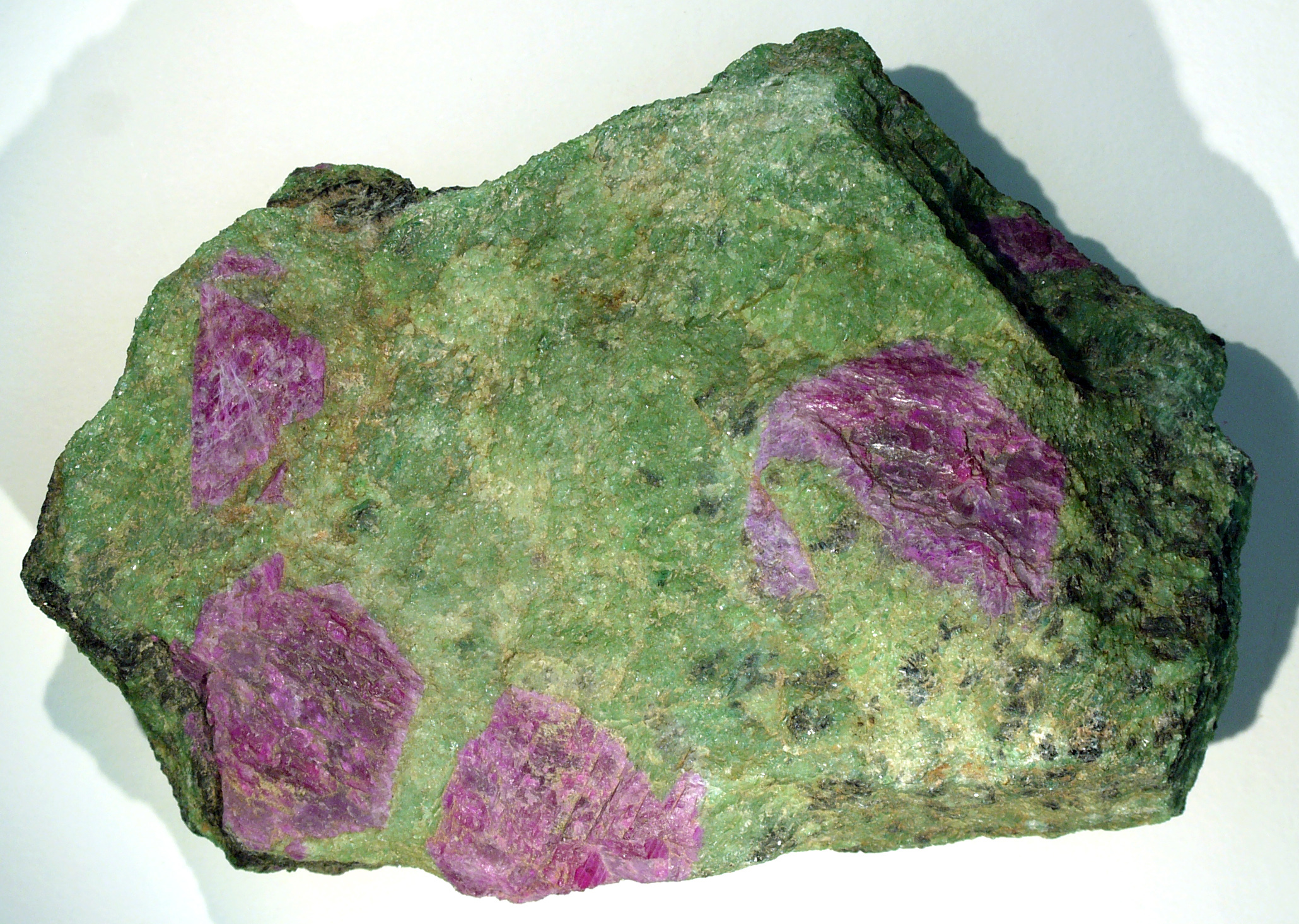
Rubino e zoisite come anyolite

Altri nomi di colore – a volte superflui – del corindone:
- alessandrite blu: è un nome commerciale per gli zaffiri blu/viola che cambiano colore.[1]
- barklyite: è il nome dato a una varietà di rubino color magenta,[27] che è stata trovata per la prima volta a Victoria, in Australia.[1]
- chlorozaffiro: dal greco antico χλωρὀς ('chloros', verde); è il nome dato a un corindone nobile verde proveniente dalle espulsioni del Siebengebirge (in Germania).[46]
- zaffiro indaco (o zaffiro di lince o zaffiro di gatto): è uno zaffiro molto scuro.[45]
- il ledo frozen fire (fuoco congelato di Ledo): è una varietà di corindone blu ricca di ferro-titanio.[1]
- ametista orientale: è una varietà di corindone di colore viola.[45]
- smeraldo orientale: è una varietà di corindone di colore verde.[45]
- topazio orientale: è una varietà di corindone di colore giallo.[45]
- padmaragaya: è il nome commerciale di una varietà di corindone di colore giallo-arancio.[1][27]
- antrace (da non confondere con la malattia dell'antrace) è chiamato spinello rosso[47] o granato.[48]
- soimonite: nel 1823, Johann Nepomuk von Fuchs usò il termine soimonite in onore del senatore Soimonow per descrivere i cristalli di corindone blu zaffiro scuro provenienti da Barsowka nell'Oblast' di Chelyabinsk negli Urali meridionali.[49][50]

### Varietà per inclusioni
- lo zaffiro stellato e il rubino stellato sono corindoni corrispondenti all'asterismo. Orientato, cioè parallelo agli assi {\displaystyle a}, il rutilo aghiforme incorporato o l'ematite-ilmenite provoca un riflesso più o meno perfetto, a forma di stella a sei raggi, che scivola sulla superficie quando la pietra viene spostata.[31] Molto rare sono le stelle a dodici punte, che si formano combinando entrambi i tipi di inclusioni.[31][36]
- il girasole italiano (Sapphire Cat's Eye); è uno zaffiro opalescente con un bagliore arrotondato al posto della stella.[26] Era già stato menzionato da Anselmus de Boodt nel 1609 ("De Asteria [Germanice Sternstein], aut Solis gemma, Italis Girasole").[51]
- il rubino trapiche (dallo spagnolo trapiche, 'zuccherificio') è un'adesione orientata, simile a una ruota, di diversi cristalli di rubino prismatico. Da un nucleo si sprigionano sei "bracci" gialli, bianchi o neri che formano una stella, creando sei settori triangolari o trapezoidali tra i bracci. I bracci delle stelle a sei punte sono fatti di corindone, carbonati come calcite e dolomite, o minuscoli silicati K-Al-Fe-Ti non identificati. Tali caratteristiche sono tipiche della crescita dei cristalli dendritici, come nei fiocchi di neve. I rubini trapiche provengono dal Myanmar e dal Vietnam.[52][53][54]

### Altre varietà di corindone
- il corindone cromato: è un nome un corindone contenente cromo; di fatto tale nome costituisce una ridondanza poiché la maggior parte dei corindoni contiene cromo.[1]
- spar adamantino: è una varietà di corindone setoso e marrone.[1]
- oltre all'andalusite, il corindone è stato anche indicato come hard spar.[27]

### Corindoni creati artificialmente con nomi propri
- alundo: è un corindone prodotto artificialmente e utilizzato come abrasivo.[1]
- zircolite: è un corindone bianco prodotto artificialmente.[27]

### Rocce contenenti corindone con nomi propri
- Lo smeriglio è una miscela a grana fine di corindone con magnetite, ematite, ilmenite e quarzo e non è quindi una varietà, ma una roccia. Si trova sotto forma di grandi ammassi rocciosi, soprattutto sull'isola greca di Nasso.[23] Presumibilmente, il materiale proviene da Smirne, motivo per cui Dioscoride Pedanio si riferisce a esso come Σμύρις ('Smiris', Smirne).[55] "Naxium" o "Naxium ex Armenia" sono lo stesso materiale già descritto da Plinio il Vecchio.[6]
- Anyolite (nota anche come zoisite rubino o roccia zoisite) è una roccia metamorfica costituita da corindone rosso, opaco (rubino) e zoisite verde e spesso minerali neri del gruppo degli anfiboli (di solito tschermakite).[34]
- La goodletite è una roccia metamorfica colorata proveniente dall'Isola del Sud della Nuova Zelanda costituita da fuchsite, margarite e le varietà di corindone rubino e zaffiro.[56]

## Origine e giacitura

### Condizioni di formazione

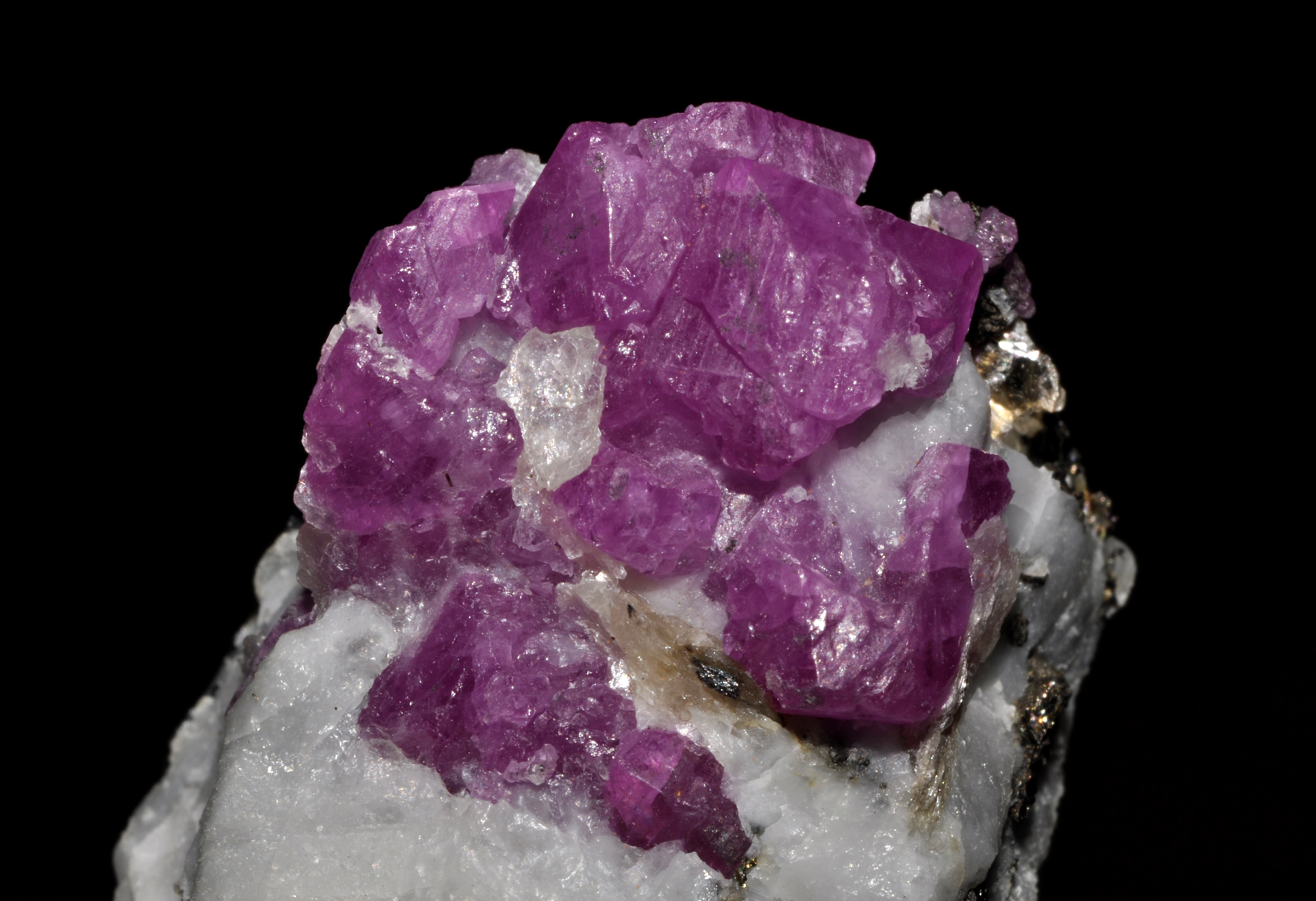
Rubino accompagnato da pirite su marmo di Lục Yên, Vietnam

Gli ambienti geologici ricchi di alluminio, sottosaturi di silicio, sono caratteristici del corindone. Lo si può trovare:
- come una miscela minore di rocce alcaline e sotto forma di grandi cristalli incarniti in sienite, monzonite e nefelina-sienite, nonché le loro pegmatiti (per lo più prive di quarzo), come in Ontario, Canada.[23][24][29][30]
- Come componente minore nella peridotite come nella Carolina del Nord e in Georgia negli Stati Uniti, nell'anortosite di Kyštym negli Urali con il 47% di corindone, il 38% di plagioclasio, il 10% di biotite; nel gabbro orneblenda di "Cima di Foggio" nella zona di Ivrea in Valsesia (Italia), con il 12% di corindone.[23]
- Principalmente o come prodotto di reazione nelle xenoliti eclogitici e nelle kimberliti.[29]
- In depositi intramagmatici di titanomagnetite come Ruoutevare, a Kvikkjokk vicino a Jokkmokk, in Lapponia (Svezia).[23]
- Durante il contatto e il metamorfismo regionale, le rocce di Smirgel di corindone, magnetite, ematite, ilmenite e quarzo si sono formate da rocce madri povere di SiO2, ad esempio vicino a Smirne e su Nasso (Grecia).[23][24][29] Inoltre, si trova anche in altre rocce metamorfiche come la dolomite o il marmo.[23]
- In associazioni minerali con alterazione argillitica e idrotermale avanzata.[29][30]
- Il corindone non è chimicamente vulnerabile alla superficie terrestre. Grazie alla sua resistenza agli agenti atmosferici, all'elevata durezza, all'assenza di sfaldamento e alla densità leggermente superiore rispetto ad altri silicati, è arricchito con residui di agenti atmosferici e saponi.[22][23][24][29][30] Famosi i saponi di pietre preziose con rubino e smeraldo a Sri Pada in Sri Lanka e a Mogok in Myanmar.

Tipici minerali di accompagnamento del corindone sono, a seconda della roccia ospite (qui nel senso di roccia contenente minerali utilizzabili o pietre preziose), i feldspati anortite e oligoclasio, nefelina, scapolite (nelle sieniti); spinello, rutilo, condrodite, orneblenda, flogopite, calcite (nei calcari metamorfosati); cianite, sillimanite, dumortierite, "clorite" (negli scisti); granati ricchi di piropo, spinello, flogopite, clinopirosseni omfacitici, cianite, rutilo, grafite, diamante (negli xenoliti eclogitici); ematite, magnetite, spinello, cordierite, högbomite, granato (nei depositi di smeriglio). Nei saponi, il minerale si trova spesso con altri minerali pesanti stabili come granato, spinello, zircone, rutilo, anche smeraldo, tormalina, topazio e cianite.
Come formazione minerale comune, il corindone e le sue varietà sono stati rilevati in tutto il mondo, a partire dal 2018, in circa 1500 siti. Tra gli altri luoghi, il fiume "Sudimani Spruit" a "Manuel's Kop" vicino alla municipalità locale di Greater Letaba nella municipalità distrettuale di Mopani, nella provincia del Limpopo in Sudafrica, dove è stato recuperato un cristallo alto 68,58 cm e pesante 152 kg (oggi nel museo del Geological Survey di Pretoria), e a Bancroft nella provincia canadese dell'Ontario erano noti per i loro straordinari ritrovamenti di corindone con un reperto di cristallo del peso di circa 30 kg.

### Giacitura
Non è definita una località tipo per il minerale. In considerazione del gran numero di località per il corindone, solo alcune località, principalmente le più grandi, possono essere qui menzionate.

#### Europa
I corindoni più significativi in Germania provengono dalle rocce vulcaniche dell'Eifel in Renania-Palatinato. Tra questi, l'"Emmelberg" vicino a Üdersdorf, non lontano da Daun; l'Ettringer Bellerberg nei pressi di Ettringen non lontano da Mayen; il "Wannenköpfe" nei pressi di Ochtendung non lontano da Polch; il Laacher Kessel nel complesso del Laacher See e l'"Hüttenberg-Bimstuffe" in una cava di tufo tra Dachsbusch e Hüttenberg vicino a Glees, non lontano da Niederzissen. In Sassonia, il corindone è stato trovato nella granulite della località tipo per la prismatina, nell'affioramento di granulite di Waldheim vicino a Döbeln, e nei saponi del Seufzergründel vicino a Hinterhermsdorf, non lontano da Sebnitz, nei Monti di arenaria dell'Elba. La "Erzbaum Christi Fundgrube" e la "Drandorf Fundgrube" sull'Ochsenkopf tra Schwarzenberg e Sosa nei Monti Metalliferi hanno estratto lo smeriglio fino alla metà del XIX secolo.
Il corindone è stato trovato sempre in Germania nella Foresta Nera e sul Kaiserstuhl nel Baden-Württemberg; nella Foresta bavarese e dell'Alto Palatinato in Baviera; presso il sito di scarti di Francoforte-Heddernheim in Assia; nei pressi di Bad Harzburg in Bassa Sassonia; in parecchie località nel Siebengebirge della Renania Settentrionale-Vestfalia così come vicino a Barmstedt e Schleswig nello Schlesvig-Holstein.
In Austria, cristalli di corindone ben formati sono stati trovati principalmente nel "Graphitbruch Amstall" vicino a Mühldorf, vicino a Drosendorf e Wolfsbach, Drosendorf-Zissersdorf, così come al "Latzenhof" vicino a Felling non lontano da Gföhl, tutti nel Waldviertel nella Bassa Austria. Inoltre, nelle pegmatiti sul Dürnberg vicino a Ottensheim a nord-ovest di Linz, distretto di Urfahr-Umgebung, Mühlviertel, Alta Austria; nel "Granitsteinbruch Stubenberg" vicino a Stubenberg am See, distretto di Weiz, e nella cava di basalto vicino a Klöch a nord-nordovest di Bad Radkersburg, entrambi in Stiria, così come infine nelle fessure dello gneiss nel "Greinerrinne" sul versante sud-occidentale del "Nasenkopf" nella Habachtal, Alti Tauri nel Salisburghese.
In Svizzera, cristalli di corindone lunghi fino a 10 cm provenivano presumibilmente dalla località "Venett" (ex Passo Cadonighino), conosciuta dal 1813, Campolungo, nella Val Piumogna, nel distretto di Leventina (Canton Ticino). Alla fine dell'estate del 1992, non lontano dal vecchio sito, è stata scoperta una nuova presenza con cristalli rossastri lunghi fino a 6 cm. Sempre in Ticino, ci sono affioramenti con anfibolite pargasite portatrice di corindone nella Valle d'Arbedo vicino ad Arbedo-Castione e ad est di essa in Val Traversagna, Roveredo (in Val Mesolcina nel Canton Grigioni). Infine, nel 1970, cristalli di rubino fino a 1 cm di dimensione sono stati trovati in blocchi di anfibolite incastonati nella fuchsite nella morena media del Ghiacciaio inferiore dell'Aar (Canton Berna), che probabilmente ha avuto origine dal Finsteraarhorn.
In Norvegia, una roccia contenente corindone è stata scoperta nel 1956 vicino a Froland, 11 km a nord-ovest di Arendal, Aust-Agder, che è stata estratta nella "cava di rubino di Kleggåsen". Un altro sito importante in Norvegia sono le micascisti contenenti corindone sul lato occidentale dei fiumi Sagstuen, Farsjø, Årnes e Nes.
In Russia sono conosciuti tra l'altro cristalli di corindone ben formati da un deposito sull'isola di Chit vicino a Polyarnyj Krug nella Carelia settentrionale, distretto federale nordoccidentale della Russia Rubinovoe nel massiccio del Raj-Iz, Urali polari, Distretto federale degli Urali, nonché dalla zona di Miass nei Monti Ilmen, nell'Oblast' di Čeljabinsk.
Nella Macedonia del Nord, 8 km a nord-nord-est della città di Prilep si trovano sul versante sud-ovest del monte Sivec le cave di marmo dolomitico “Bianco Sivec” che venivano estratte già sfruttate nel II secolo a.C.: contengono cristalli di corindone idiomorfi in vene di calcite.
Sull'isola di Nasso, che appartiene alle Cicladi greche, la "Miniera di Nasso" si trova vicino a Drymalia nel comune di Nasso e nelle Piccole Cicladi, che prima della seconda guerra mondiale forniva 10 000 tonnellate di smeriglio all'anno. Altri giacimenti di smeriglio si trovano nell'area di Aperathos e Koronos, sempre a Nasso.
Altre località europee si trovano in Bulgaria, Finlandia, Francia, Grecia, Irlanda, Italia, Polonia, Romania, Russia, Svezia, Slovacchia, Ucraina, Ungheria e Regno Unito (Gran Bretagna).

#### Asia
L'India è il classico Paese del corindone, anche perché il nome ha qui la sua origine. Ciò è dovuto principalmente al fatto che la maggior parte del corindone macinabile è sempre arrivata da Ceylon o dalla Birmania, ma già in tempi precedenti raggiungeva l'Europa attraverso l'India. Tuttavia, depositi di corindone si possono trovare in vari stati indiani come l'Andhra Pradesh (con depositi nel distretto di Krishna e vicino a Kurnool); nel distretto di Hyderabad; Bihar; Tamil Nadu; Karnataka; Odisha; Jammu e Kashmir, qui nelle cave di zaffiro vicino a Pádar, vicino a Sumjam nella valle del Kudi e sul monte Nangimali, nella valle di Shonther. I corindoni degni di nota sono rubini idiomorfi di dimensioni fino a 7 cm, che si trovano in uno gneiss di biotite-sillimanite contenente rubino vicino ad Alipur.
Per molto tempo, lo Sri Lanka ha fornito gran parte della produzione mondiale di corindone. Giacimenti vicino a Ratnapura (in singalese: රත්නපුර "Città dei gioielli"), nella provincia di Sabaragamuwa; a Matale e a Elahera, entrambe nella Provincia Centrale; a Polonnaruwa nell'omonimo distretto nella Provincia Centro-Settentrionale e a Galbkka, Wellawaya nel distretto di Moneragala, Provincia di Uva. La caratteristica dei corindoni dello Sri Lanka è che si trovano in quasi tutti i colori e spesso mostrano asterismo, bicolore e multicolore, nonché effetti di alessandrite. Nel 1989 un vetro zaffiro a doppia terminazione estremamente grande del peso di 40,3 kg e delle dimensioni di 25 × 50 cm è stato trovato vicino a Rakwana vicino a Ratnapura, che poteva essere tagliato in alcune aree, ma per il resto era lattiginoso.
In Nepal, i corindoni sono stati scoperti solo per caso da pastori di capre nel 1981. L'area con le "miniere di rubino di Chumar" si trova nel massiccio di Ganesh Himal nel distretto di Dhading, nella zona amministrativa di Bagmati. Il corindone, in particolare il rubino, si trova nei calcari metamorfosati e negli scisti. I colori del corindone variano dal rosa al rosa scuro, dal rossastro o blu-viola al classico rosso rubino. Le zonazioni di colore si trovano spesso sotto forma di bande dal viola scuro al blu.
I più importanti giacimenti di corindone in Pakistan si trovano nel distretto di Gilgit della regione autonoma del Gilgit-Baltistan. I vecchi giacimenti di rubini, scoperti all'inizio degli anni '70, si trovano nella valle dell'Hunza, i più recenti a una maggior altitudine, fino a 5000 m. I singoli siti come "Ahmadabad", "Ali Abad", "Dorkhan" e "Ganesh" forniscono cristalli fino a 10 cm di dimensione, per lo più di colore rosso chiaro, che si trovano in un marmo bianco puro.
Rubini e zaffiri provengono dal giacimento di rubini afghani "Jegdalek" nel distretto di Sarobi nella provincia di Kabul dal 1870. Il giacimento si trova in un marmo di calcite-dolomite fino a 2000 m di spessore e viene lavorato attraverso circa 20 pozzi con più di 2000 miniere a cielo aperto e trincee.
Insieme allo Sri Lanka, il Myanmar è la classica area mineraria ("Alta Birmania") per le varietà nobili di corindone. Le miniere di rubini sono state sfruttate almeno dal XV secolo; tuttavia, erano difficilmente accessibili agli europei fino alla conquista del possesso da parte degli inglesi (1886). L'area più importante è Mogok nel distretto di Pyin U Lwin nella regione di Mandalay. I rubini vengono estratti a Mogok nei saponi lungo i fiumi, in piccole fosse o pozzi, o in fossati più grandi o miniere a cielo aperto. Oltre al gran numero di rubini estratti, sono degni di nota pezzi particolarmente grandi: il "Sole di Mogok" (1734 ct) rinvenuto nel 1993, il "Hixon Ruby" (196 ct, oggi al Los Angeles County Museum of Natural History), lo SLORC (504,5 ct, proprietà dello Stato del Myanmar) e un rubino di 3450 ct al British Museum of Natural history di Londra.
Da quando nel 1991 è iniziata l'estrazione del rubino a Möng Hsu nel distretto di Loilem, nello Stato Shan, questo distretto di scoperta è diventato uno dei più importanti fornitori di rubini di qualità gemma. Una caratteristica importante dei cristalli di rubino di Möng Hsu è il loro nucleo viola intenso, che è circondato da una superficie esterna rosso rubino. Solo durante il trattamento termico il nucleo viola si trasforma in un rosso intenso. Per poter immettere questo materiale sul mercato, questo trattamento termico deve essere effettuato, spesso ad alte temperature, su tutte le pietre Möng Hsu.
I corindoni rosa e i rubini scoperti in Vietnam nel 1987 vicino a Lục Yên, nella provincia di Yen Bai, e Quỳ Châu, nella provincia di Nghệ An, sono apparsi due anni dopo a Chanthaburi, in Thailandia, il più importante punto di trasbordo al mondo per il corindone grezzo. Il sito di Lục Yên, situato nella catena montuosa "Hoang Lien Son" nei Monti Bắc-Bộ, produce non solo i rubini eluviali più colorati a causa delle impurità alluvionali, ma anche corindoni significativamente più grandi, che sono spesso torbidi ma, se tagliati in modo appropriato, si traducono in rubini stellati con raggi distinti. I rubini formano cristalli di dimensioni fino a 12 cm, che possono mostrare tonalità che vanno dal rosso carminio al rosa, al rosso viola.
Quỳ Châu non fornisce solo buoni rubini e pietre stellate, ma anche pietre con gamme di colori nettamente separate e attraenti combinazioni di colori blu/rosa o blu/arancione. Da qui provengono il corindone rosa lattiginoso o setoso-torbido, da cui si producono corindoni blu o quasi rossi dopo il trattamento termico. I corindoni striati di blu intenso sono rosa-arancio dopo la cottura.
Dall'inizio degli anni '80, i depositi di rubini nei marmi sono noti nella regione di Turakuloma del Pamir in Tagikistan. Si trova a 6 km dal confine con la Cina e si trova a circa 40 km a nord-est di Murghob nella Regione Autonoma di Gorno-Badachshan. I giacimenti più ricchi e conosciuti tra i circa 50 sono "Snezhnoe" o "Snejnaya", "Trika" e "Nadezhda" – si trovano ad un'altitudine di 3500 m. I cristalli di colore rosso vivo, leggermente sfumati di viola, raggiungono dimensioni fino a 3 cm, raramente fino a 6 cm.
Altre località asiatiche si trovano nella Repubblica Popolare Cinese, Indonesia, Israele, Giappone, Kazakistan, Cambogia, Kirghizistan, Corea del Nord e del Sud, Laos, Mongolia, Thailandia, Turchia ed Emirati Arabi Uniti.

#### Africa
In Kenya, depositi di rubini sono stati scoperti all'inizio degli anni '70 nella regione di Mangari (nella Contea di Taita-Taveta), nell'ex Provincia Costiera. I rubini si trovano sotto forma di cristalli con un contorno a sei lati e cristalli allungati a forma di fuso lunghi diversi centimetri e spesso con una chiara zonazione del colore. La "miniera di Penny Lane" fornisce materiale per lo più di sola qualità cabochon, mentre la "miniera di John Saul" fornisce occasionalmente ottimo materiale abrasivo. Altri siti si trovano sulle colline di Taita, nel vicino Parco Nazionale dello Tsavo Ovest. Dusi (Garba Tula) nella contea di Isiolo e la Contea di Kitui, 80 km a est del Monte Kenya, tutti nell'ex Provincia Orientale, così come i depositi alluvionali sul fiume Chania e a Thika, entrambi nella Contea di Kiambu, sono altri siti per il rubino e lo zaffiro in Kenya.
Il "Longido", scoperto all'inizio del XX secolo nella circoscrizione di Longido (Regione di Arusha in Tanzania), è stato il primo giacimento di corindone economicamente interessante in Africa, per cui il "Longido" comprende una regione con numerosi giacimenti individuali come le "Muriatata Hills", la "Mundarara Mine" vicino a Mdarara, vicino a Lossogenoi e Naberera 70 km a sud-est di Arusha e a Malange nella valle di Kiru, a circa 180 km a sud-ovest di Longido. Anche in questo caso i corindoni, che possono essere macinati solo raramente, si trovano in una matrice di zoisite verde con cristalli di pargasite nera.
La valle del fiume Umba nella Regione di Tanga è nota per un enorme spettro di colori di corindone dalla metà del XX secolo. Sono stati descritti rubini sfaccettati fino a 69 ct, zaffiri sfaccettati fino a 40 ct e cabochon fino a 90 ct.
Inoltre, vengono menzionati vari giacimenti nella regione di Morogoro, come il "Matombo", situato a 30 km a sud-est di Morogoro. Infine, va menzionato il deposito di Winza nel distretto di Mpwapwa nella regione di Dodoma, situato a 115 km a sud-est di Dodoma e a circa 80 km da Mpwapwa, che contiene cristalli di corindone in un'impressionante varietà di costumi di cristallo.
Innumerevoli località di approvvigionamento di corindone sono conosciute dal Madagascar. I due più importanti sono i giacimenti di zaffiro di "Andranondambo" vicino a Maromby, che sono entrati in produzione all'inizio degli anni '90, Amboasary Sud, nella Regione di Anosy e diversi giacimenti nella provincia di Antsiranana, regione di Diana. Questi ultimi includono il giacimento di zaffiri "Ambondromifehy" nel distretto di Antsiranana II, così come "Ambilobé", "d'Anivoran" e "Milanoa".
Infine, le pelite granulite-facciali a Zazafotsy nel distretto di Ihosy (regione di Ihorombe), forniscono cristalli di corindone policromo. L'estrazione mineraria nella "cava di Zazafotsy" è iniziata già nel 1989.
I rubini e gli zaffiri trovati in Malawi sull'altopiano della collina di Chimwadzulu, nel distretto di Ntcheu, di dimensioni fino a 5 cm, hanno la più alta luce e doppie rifrazioni mai osservate nei corindoni. I cristalli di corindone provenienti da scisti di biotite nel distretto elettorale di Karasburg (Regione di ǁKaras, Namibia), raggiungono dimensioni di 12 × 4 cm. Dall'area agricola di Rodina a est di Spitzkoppe-Uis, (nella Regione degli Erongo), sono arrivati cristalli grigi lunghi fino a 10 cm da scisti di biotite. In Zimbabwe, sono stati trovati corindoni in conglomerati fluviali a 20 km a sud-ovest di Gweru, nella provincia delle Midland.
Dall'eSwatini, i corindoni sono noti da depositi di stagno alluvionale ed eluviale lungo il fiume Mbabane vicino a Mbabane e nella valle di Ezulwini, nel distretto di Hhohho, così come nei pressi di Hlatikulu nel distretto di Shiselweni. Tra il gran numero di siti di corindone in Sudafrica, solo due siti dell'ex Provincia del Nord o Provincia del Transvaal, ora Provincia del Limpopo, dovrebbero essere evidenziati. Si tratta di Sudimani Spruit, nella municipalità distrettuale di Mopani, come sito dei più grandi cristalli di corindone del mondo e del sito "Palmietfontein 311 LS" a sud-ovest di Louis Trichardt nella Municipalità distrettuale di Vhembe. Da qui provenivano per lo più cristalli opachi e di colore verde sporco, che in casi eccezionali raggiungevano un peso di 15 kg e/o lunghezze fino a 15 cm. Inoltre, da "Waterside" a nord del Soutpansberg, distretto di Vhembe.
Altri siti africani si trovano in Egitto, Burundi, Repubblica Democratica del Congo, Mozambico, Nigeria, Ruanda, Sierra Leone e Somalia.

#### America
Il sito di scoperta più noto per i corindoni nobili negli Stati Uniti è il deposito di zaffiri "Yogo Gulch", che si trova a 95 km a sud-est di Great Falls sul fianco orientale della Little Belt Mountain nel distretto di Yogo, (sulle Montagne Rocciose nella contea di Judith Basin, Montana). La prima scoperta di zaffiri in questa zona fu fatta il 5 maggio 1865.
Nel 1870 il corindone fu scoperto nella Contea di Macon, nella Carolina del Nord, ed estratto solo un anno dopo dalla miniera di Corundum Hill / Culsagee Mine a Corundum Hill, uno dei più importanti giacimenti di corindone negli Stati Uniti. I cristalli di corindone trovati qui "pesavano fino a oltre 300 libbre" con varietà cromatiche da incolori, gialli, rosso scuro, verdi, azzurri e bianco-blu a bande. Il cristallo più grande, opaco e con aree rosse e blu, pesava 141,5 kg, ma fu distrutto in un incendio. Grandi cristalli sono stati trovati anche a Hogback Mountain nella Contea di Jackson, così come a Buck Creek nella Contea di Clay, nella Carolina del Nord. Altri importanti siti di corindone erano il distretto di Cortland nella contea di Westchester (Stato di New York); a Franklin (nella Contea di Sussex); la miniera di Laurel Creek, nella contea di Rabun, in Georgia.
Cristalli di corindone a forma di fuso lunghi fino a 12 pollici (30,5 cm) sono noti da "Unnamed Corindone Occurrences [2]", Soboba Hot Springs nelle montagne di San Jacinto, contea di Riverside, in California. Si dice che cristalli ancora più grandi, di cui sono sopravvissuti solo frammenti, misurassero 61 cm.
In Canada, principalmente dalla provincia dell'Ontario, ad esempio dalla "Highland Corindum Occurrence" nella contea di Haliburton, dalla "Gutz Corindum Occurrence" e dalla "miniera di Craigmont", entrambi nella contea di Renfrew, Ontario.
Altre località del Sud e Nord America si trovano in Argentina, Bolivia, Brasile, Cile, Groenlandia, Colombia, Messico, Suriname e Uruguay.

#### Australia e Nuova Zelanda
In Australia, il corindone proviene principalmente dalla "Rubyvale", "Sapphire" e "Scrub Lead Fossicking Area" nell'"Anakie Field", nella Regione delle Central Highlands, nel Queensland, sotto forma di zaffiri giallo oro, arancio e verde fino a 70 ct e pietre con asterismo. Le pietre grezze raggiungono dimensioni fino a 1000 ct. La "Black Star of Queensland" di 1165 ct è stata trovata nel 1938 e tagliata in un cabochon di 733 ct.
Nell'area della località "Lava Plains", 100 km a sud del Monte Garnet, Kinrara National Park, Tablelands Region, Queensland, gli zaffiri odorano direttamente da una bocca basale terziaria.
La ghiaia fluviale del fiume Weld, nella Municipalità di Break O'Day in Tasmania, trasporta abbondanti zaffiri oltre a zircone, topazio, crisoberillo, spinello e cassiterite.
Hokitika nel distretto di Westland, regione della West Coast dell'Isola del Sud della Nuova Zelanda, è il sito di una roccia insolitamente colorata di fuchsite, margarite, rubino e zaffiro, nonché cromite e dravite, che è chiamata "goodletite" (roccia di rubino) ed è usata come pietra preziosa. La posizione esatta è in morene glaciali e depositi fluviali in un'area di 20 km × 20 km dal fiume Taipo a nord al fiume Cropp a sud. La "goodletite" è stata trovata anche nella Whitcombe Valley, così come nella miniera di Mont D'Or, entrambi vicino a Ross, e sui fiumi Kaniere, Back Creek e Olderog Creek.
Il corindone è stato rilevato anche in Antartide, nella polvere della cometa 81P/Wild 2 e nel materiale proveniente dalla Luna.

## Corindone sintetico
Dalla fine del 19º secolo, i corindoni sono stati prodotti sinteticamente. Nel 1888 il francese Auguste Verneuil (1856-1913) riuscì per la prima volta a produrre rubini artificiali a partire dall'ossido di alluminio e da additivi appositamente selezionati utilizzando il cosiddetto "processo di fusione-gocciolamento". Questo processo fu in seguito chiamato "sintesi di Verneuil" o "processo di Verneuil" in suo onore.
La prima produzione di elettrocorindone fu effettuata nel 1894 dal chimico tedesco Ernst Moyat. Poco prima della prima guerra mondiale, Moyat ricevette il brevetto imperiale per la produzione di corindone artificiale (corindone normale), che veniva ridotto dalla materia prima bauxite in un forno elettrico ad arco (elettrofusione - circa 2120 °C). Gli additivi per ridurre le sostanze indesiderabili di accompagnamento erano la limatura di ferro e il coke. Il risultato è stato un corindone marrone (96 % Al2O3), ferrosilicio (FeSi, composizione: ± 15% di silicio, 5% Al2O3, 3% TiO2, 75% di ferro, peso specifico 6,9 g/cm³, colore grigio-argento) depositato sul fondo.
Di conseguenza, sono stati sviluppati i cosiddetti corindoni preziosi, in cui viene prodotto principalmente corindone nobile bianco. La materia prima è l'allumina di elevata purezza (Al2O3), risultato della purificazione chimica della bauxite nel processo Bayer e della successiva calcinazione, che produce fango rosso come prodotto di scarto oltre all'ossido di alluminio (allumina calcinata). L'ossido di alluminio viene fuso in corindone bianco nel forno elettrico ad arco. L'aggiunta dello 0,2% di triossido di dicromo produce il corindone rosa nobile, con una percentuale del 2% del cosiddetto corindone rubino.
Un altro tipo di produzione industriale di corindone è la crescita dei cristalli idrotermali o il processo Czochralski. Tuttavia, questo è economico solo per i monocristalli. La maggior parte della produzione industriale mondiale di corindone viene ancora effettuata utilizzando il processo di elettrofusione.
È anche interessante notare che questi corindoni non possono più essere modificati dall'influenza di acidi o basi, a parte una fusione di idrossido di sodio (NaOH); possono essere nuovamente liquefatti solo a una temperatura di circa 2050 °C.

## Utilizzi
Il corindone nella sua forma naturale è ora utilizzato quasi esclusivamente come pietra preziosa. Per le applicazioni tecnologiche, per le quali è adatto grazie alle sue proprietà, viene utilizzato quasi esclusivamente il corindone sintetico.

### Come pietra preziosa

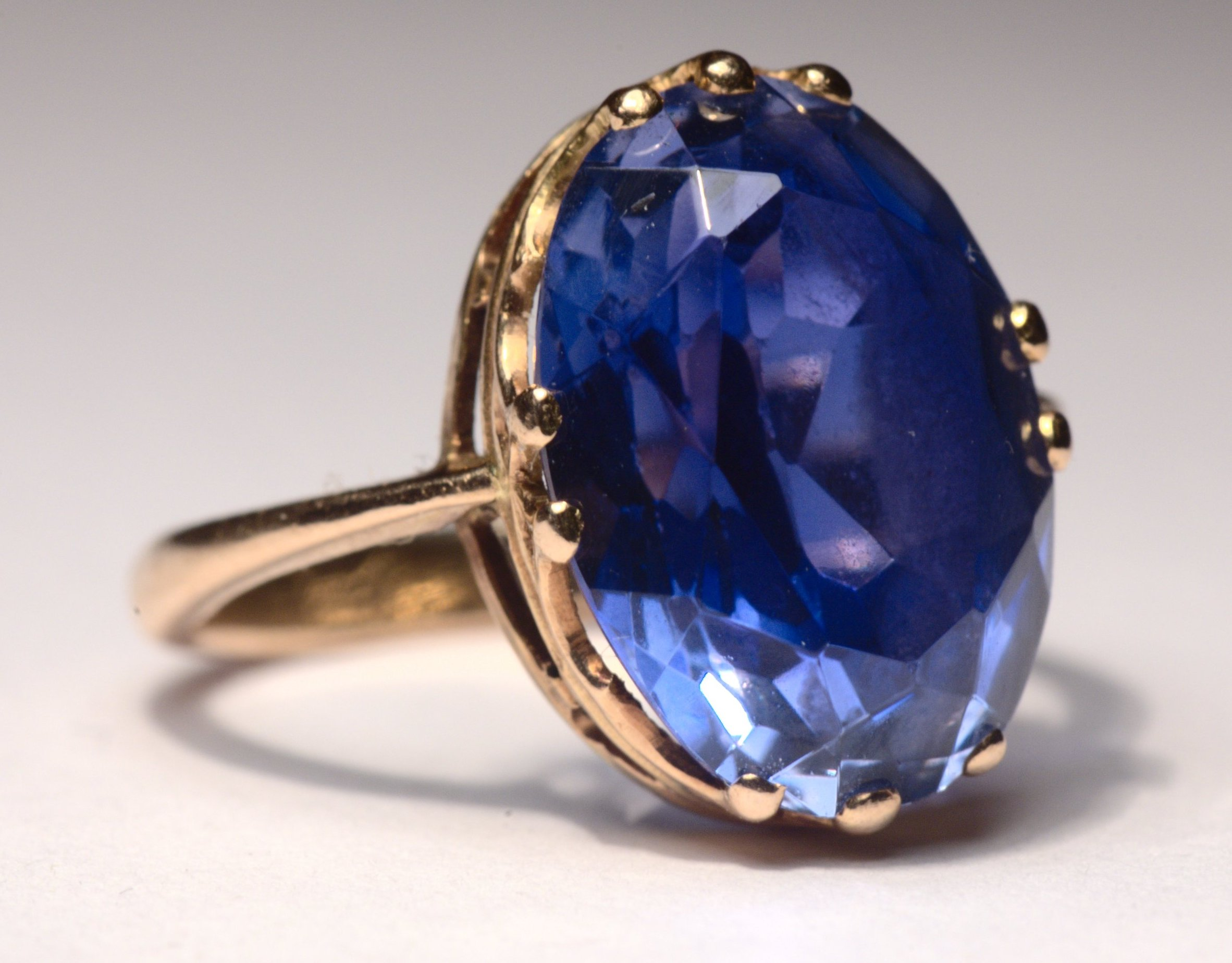
Anello da dito con zaffiro sfaccettato

Le impurità si traducono in una serie di gioielli e pietre preziose ben noti a partire dall'ossido di alluminio in realtà incolore. Le pietre rosse contengono ioni di cromo e sono tradizionalmente chiamate rubini, tutte le altre sono indicate come zaffiri in senso lato, ma in senso più stretto questo nome si riferisce solo alle varianti blu, i cui colori sono creati da mescolanze di ioni di ferro, titanio e vanadio.
Un particolare effetto che a volte si manifesta nel corindone è il cosiddetto asterismo. A differenza dell'effetto "occhio di gatto", in cui le fibre che innescano l'effetto sono incorporate in parallelo, nell'asterismo la direzione di posizionamento delle fibre è determinata dalla simmetria del cristallo ospite ad angoli di 120°. Si forma una stella a sei raggi di luce intensa, che, a seconda dell'angolo di visione, si forma per riflessione su microscopici cristalli di rutilo aghi-fibrosi. Per metterlo in risalto in modo particolare, per questo corindone viene spesso scelta la forma sferica o la forma di uovo del cabochon. Altri effetti causati dalla presenza di aghi di rutilo possono essere la lucentezza setosa (solo un piccolo numero di fibre incorporate) o il gatteggiamento (effetto occhio di gatto, quando le fibre di rutilo sono incorporate in parallelo).
Il corindone usato come pietra preziosa viene spesso trattato. Questo trattamento guarisce crepe e carie, mentre il trattamento ad alta temperatura migliora la trasparenza e il colore. Le crepe vicine alla superficie vengono rimosse con cera o con vetro silicato, per cui la pietra da trattare viene immersa in un silicato fuso o riscaldata insieme a un materiale di riempimento in polvere come borace o vetro. Ad alte temperature, il materiale di riempimento si scioglie ed entra nelle fessure, nelle crepe e nelle cavità. Gli zaffiri blu possono essere prodotti dallo zaffiro bianco mediante trattamento di diffusione, ma lo strato blu è solo molto sottile e solo vicino alla superficie. Tuttavia, questi materiali trattati con diffusione possono essere rilevati in modo relativamente semplice mediante immersione in ioduro di metilene con fluoroscopia diffusa simultanea. Gli aiuti nel riconoscimento sono il maggiore sollievo al contatto delle faccette a causa delle concentrazioni di colore, la macchia della colorazione causata dalla diffusione e le caratteristiche aree incolori.

### Utilizzo industriale

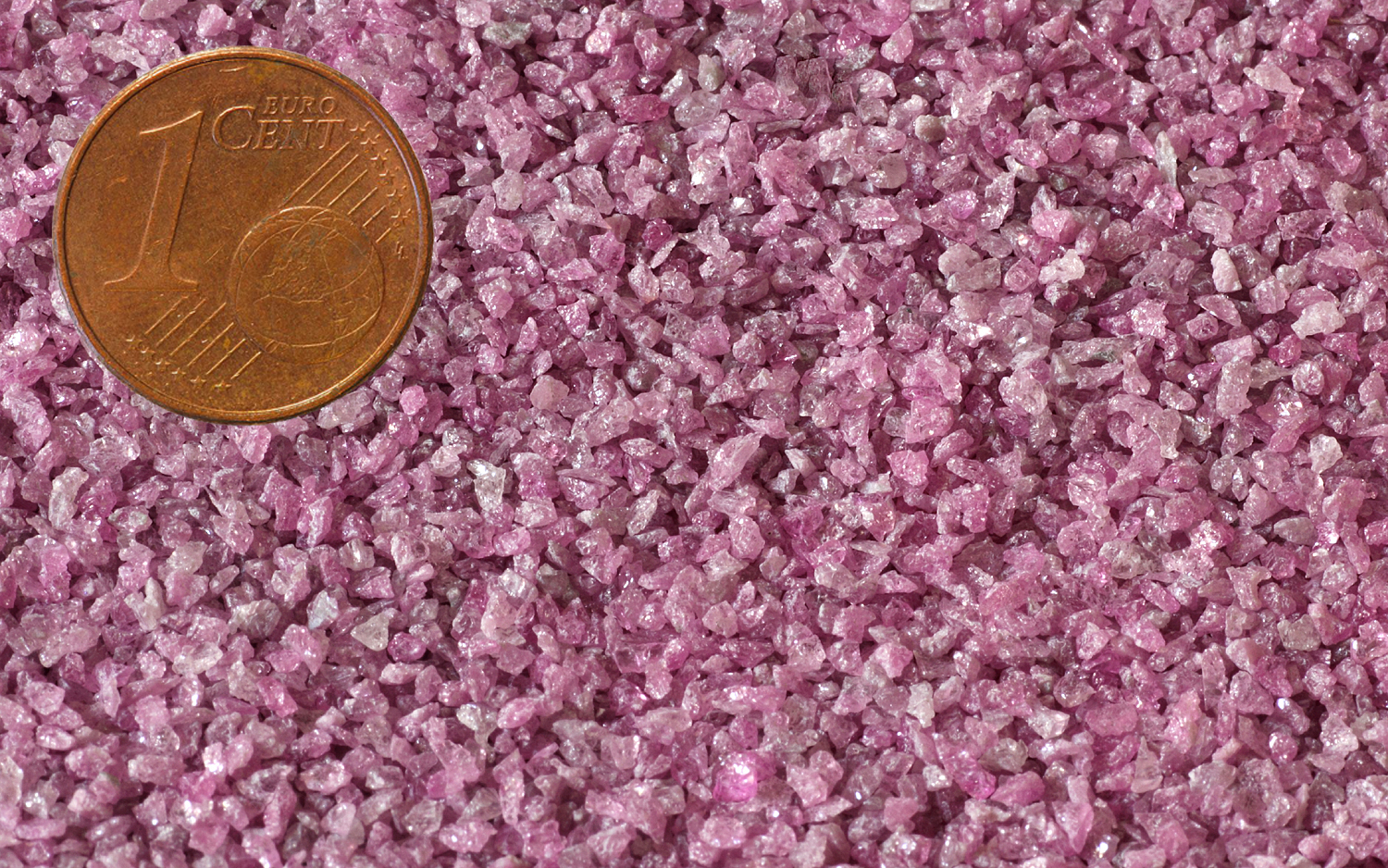
Elettrocorindone granulare per uso industriale

Il corindone sintetico viene utilizzato industrialmente e nel settore degli utensili come abrasivo (su carta vetrata, sotto forma di dischi da taglio, ma anche in lucidanti) a causa della sua grande durezza. Il corindone viene utilizzato anche come mezzo di sabbiatura per la sabbiatura, poiché la sabbia normale può causare la silicosi. Il corindone viene utilizzato anche come aggregato per calcestruzzi duri.
Come allumina (allumina calcinata), la ceramica di allumina viene utilizzata in elettrotecnica. Grazie al suo basso fattore di dissipazione dielettrica, viene utilizzato come dielettrico e per la realizzazione di linee a microstriscia e condensatori nella radiotecnica. Le piastre in ceramica di allumina fungono da substrato elettronico per la tecnologia a film spesso, la tecnologia a film sottile e i resistori di misurazione della temperatura al platino. Grazie alla buona metallizzabilità di queste ceramiche, è anche possibile saldare direttamente componenti elettronici come resistori o LED, per cui la ceramica funge anche da dissipatore di calore. Nella tecnica ceramica, la ceramica di allumina dura, resistente all'abrasione e alla corrosione viene utilizzata, ad esempio, sotto forma di lavabi, stoviglie per hotel e indumenti antiproiettile, nonché come materiale per tubi del bruciatore di lampade a scarica di gas ad alta pressione o come aggregato, ad esempio per piastrelle di ceramica antiscivolo e come rivestimento antiscivolo per ponti per fregate.
Il corindone macinato molto finemente (granulometria circa 100 nm) viene utilizzato per produrre rivestimenti antigraffio. Al fine di mantenere la trasparenza dei rivestimenti, ogni grano viene silanizzato. Le diverse classi di abrasione dei pavimenti in laminato si basano anche su diverse quantità di corindone silanizzato aggiunto nello strato di vernice.
Un'altra vasta gamma di applicazioni per il corindone fuso bianco prodotto industrialmente è la sua resistenza alle alte temperature (punto di fusione 2050 °C), ma anche grazie alla sua elevata resistenza chimica. Ad esempio, il corindone nobile in frazioni di grani di 0–6 mm viene utilizzato come componente principale e come aggregato per la produzione di materiali refrattari, per la produzione di rivestimenti refrattari per altiforni o per la produzione di stampi per colata di metalli.

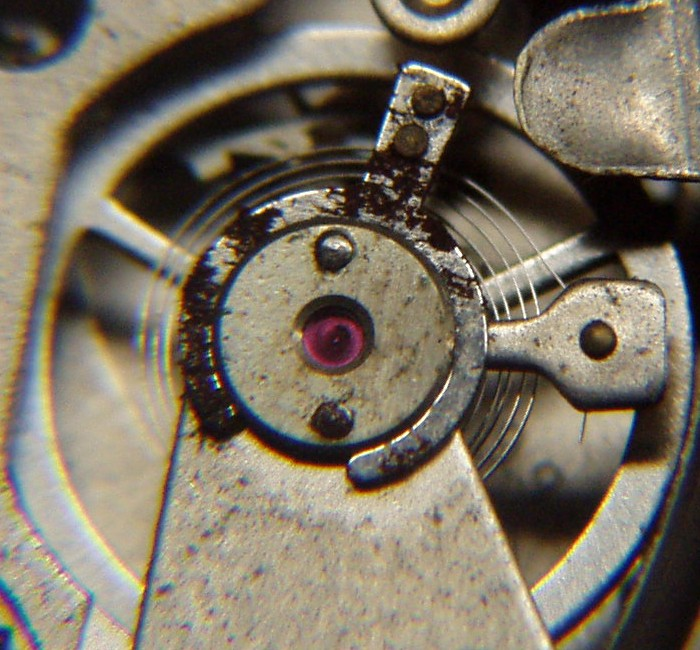
Rubino usato come cuscinetto di un orologio

Grazie alla sua durezza e resistenza all'abrasione, il corindone è adatto come cuscinetto negli orologi e nei dispositivi di precisione, nonché come controcuscinetto quando si utilizzano viti micrometriche, ad esempio nei supporti per specchi. Le stesse proprietà ne consentono l'utilizzo nel materiale composito della lama raschiante per gli spazzaneve.
Il laser allo zaffiro di titanio (laser Ti:Sa), descritto per la prima volta nel 1982, ha come mezzo attivo un cristallo di corindone drogato con titanio, mentre il laser a rubino, che è interessante solo dal punto di vista storico, ha un cristallo di corindone drogato con cromo (rubino). I laser Ti:Sa hanno quasi completamente sostituito i laser a coloranti e ora dominano i campi dei laser sintonizzabili e della generazione di impulsi laser ultracorti.
Nella maggior parte dei casi, i diodi emettitori di luce blu disponibili in commercio sono costituiti da nitruro di gallio, che è stato depositato epitassialmente sul corindone sintetico. Il corindone puro viene utilizzato come vetro zaffiro negli orologi (vetro o pannello posteriore) e raramente come copertura del display nelle fotocamere digitali. Per le applicazioni a vuoto nell'ottica a vuoto, il vetro zaffiro viene utilizzato come spia per visualizzare l'interno delle camere a vuoto. Il corindone è anche spesso usato come materiale per lo stilo nelle testine dei giradischi al posto del diamante, il che ha portato al nome colloquiale "zaffiro" per lo stilo.
In alcuni modelli di carri armati, il corindone è un componente della corazza composita. Questo concetto è stato implementato per la prima volta nel carro armato principale russo T-64. A questo scopo, all'acciaio liquido dell'armatura sono state aggiunte sfere di corindone. L'armatura a base di corindone è utilizzata anche in alcuni veicoli ed elicotteri della polizia. Il meccanismo d'azione deriva dal fatto che l'onda d'urto che impatta è più veloce della propagazione della crepa nella ceramica di allumina.